# Боровлево (Велізький район)
Боровлево (рос. Боровлево) — село Велізького району Смоленської області Росії. Входить до складу Велізького міського поселення.
Населення — 0 осіб (2007 рік).